# ميبيس

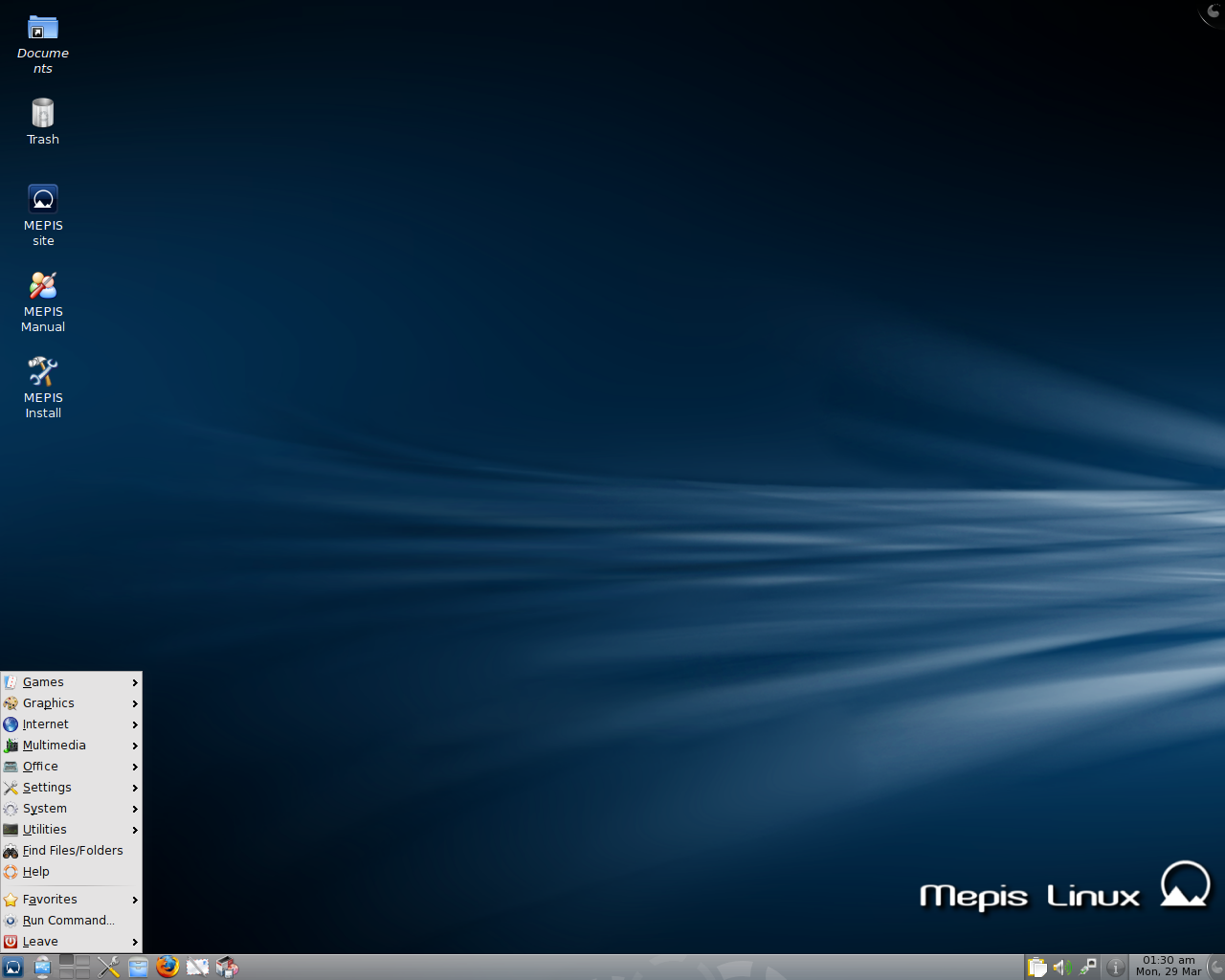
سمبلي ميبيس 8.5 بسطح المكتب الافتراضي كيدي.

ميبيس (بالإنجليزية: MEPIS) هي توزيعة لينكس تعمل من القرص الحي ويمكن تثبيتها على قرص صلب. التوزيعة يطورها مجتمعها النشط الذي أسسه وارين وودفورد وشركته مبيس ذ.م.م. نسخة ميبيس الأكثر شهرة هي سمبلي ميبيس (بالإنجليزية: SimplyMEPIS) المعتمد أساسا على فرع دبيان المستقر. يمكن تثبيت التوزيعة على قرص صلب أو استعمالها من قرص حي, يمكنك من استعماله من أجل إصلاح الأنظمة الأخرى. بيئة سطح المكتب الافتراضية هي كيدي.
مبيس ذ.م.م. (بالإنجليزية: MEPIS LLC) تأسست في عام 2002 وتستخدم توزيعة ميبيس لينكس في الأساس لشركاء أعمال ميبيس لبناء ونشر مركز البيانات الافتراضي خادم آمن وأنظمة سطح المكتب التي تعمل على دمج وتوفير طريق لاستغلال كلا من الأجهزة الافتراضية، بروتوكول الإنترنت النسخة السادسة، آي بي سك, وDNSsec. كما تقدم شركة مبيس ذ.م.م خدمات استشارية لوضع إستراتيجية للمنتجات، تصاميم الهندسة المعمارية، تطوير البرمجيات، الأعمال وتحليل النظم.

## تاريخ
تم تصميم ميبيس حسب راي وارين وودفورد كبديل لـتوزيعات سوزي لينكس، ريدهات لينكس، وماندريفا لينكس (ماندريك سابقا). في البداية كانت صعبة للمستخدم العادي، وصدر الإصدار الرسمي الأول من ميبيس في 10 مايو 2003.
في عام 2006, تحولت ميبيس من استخدام حزم دبيان إلى استخدام حزم اوبنتو. كانت سمبلي ميبيس 6.0 التي صدرت يوليو 2006 الإصدار الأول من ميبيس الذي يستخدم مستودعات اوبنتو وحزمها.
سمبلي ميبيس 7,0 توقف عن استخدام حزم أوبونتو الثنائية لصالح مجموعة حزم ثنائية من ميبيس حزم مبنية على دبيان وحزم مصدرية من اوبنتو مع نظام مبني على دبيان الفرع المستقر، وحزم إضافية من مجتمعات دبيان.
أطلق وارين ودفورد شيفرة كلا من مثبت ميبيس ونظام مبيس للمساعدة تحت رخصة الاباتشي في خريف عام 2008.

## المتغيرات الحالية
سمبلي ميبيس (بالإنجليزية: SimplyMEPIS) هي نسخة ميبيس الأكثر شهرة، بيئة سطح المكتب الافتراضية كيدي، جنوم متوفرة أيضا وهناك بيئات سطح مكتب متوفرة أخرى يمكن تثبيتها. إصدار سمبلي ميبيس رقم 8.5 تتضمن نواة لينكس رقم 2.6.32, كيدي 4.3.4, اوبن اوفيس 3.1.1, وغيرها من التطبيقات الذي يوفرها دبيان ومجتمع ميبيس. أطلقت في 30 مارس 2010 بعد ثلاثة عشر شهرا من الإصدار 8.0 مبنية على دبيان 5 ليني.
AntiX, سريعة ومرنة، متوفرة كإصدارات كاملة لأنظمة x86, ولأجهزة الكمبيوتر القديمة تأتي بمديري النوافذ فلكس بوكس وايس دبليو ام. صدر الإصدار 8.2 في 24 يوليو 2009، والإصدار 8.5 في 12 أبريل 2010. والتوزيعة الآن تصدر على نظام الترقيات المستمرة ويعني الحصول على التحديثات والترقيات الانيه الصغيرة وهكذا تحصل على توزيعة محدثة باستمرار. معتمدة على دبيان الفرع الاختباري.

## الاسم
حسب كلام وارين وودفورد، فان كلمة ميبيس تلفظ مثل كلمة «ممفيس» (بالإنجليزية: Memphis) مع ازالة بعض الحروف من الكلمة. (كلمة ممفيس ازيل منها حرفين هما m, h فأصبحت ميبيس.). الاسم ميبيس في الاصل لايعني أو يشير إلى أي شيء بالتحديد، بل هو جاء عن طريق الصدفة. عندما اساء وودفورد فهمها من صديق عبر الهاتف، وقال انه قرر استخدام الاسم لأنها كلمة بسيطة من خمس حروف وانه لا توجد شركات أخرى أو منتجات بهذا الاسم.

## وصلات خارجية
الموقع الرسمي